# Roger Öhman
Roger Öhman, född 23 april 1958, död 11 mars 2020, var en svensk professionell ishockeyspelare (back).
Han spelade bland annat för Luleå HF under sin karriär och var med och förde klubben till Elitserien 1984.